# Jan Borkowski (dziennikarz)

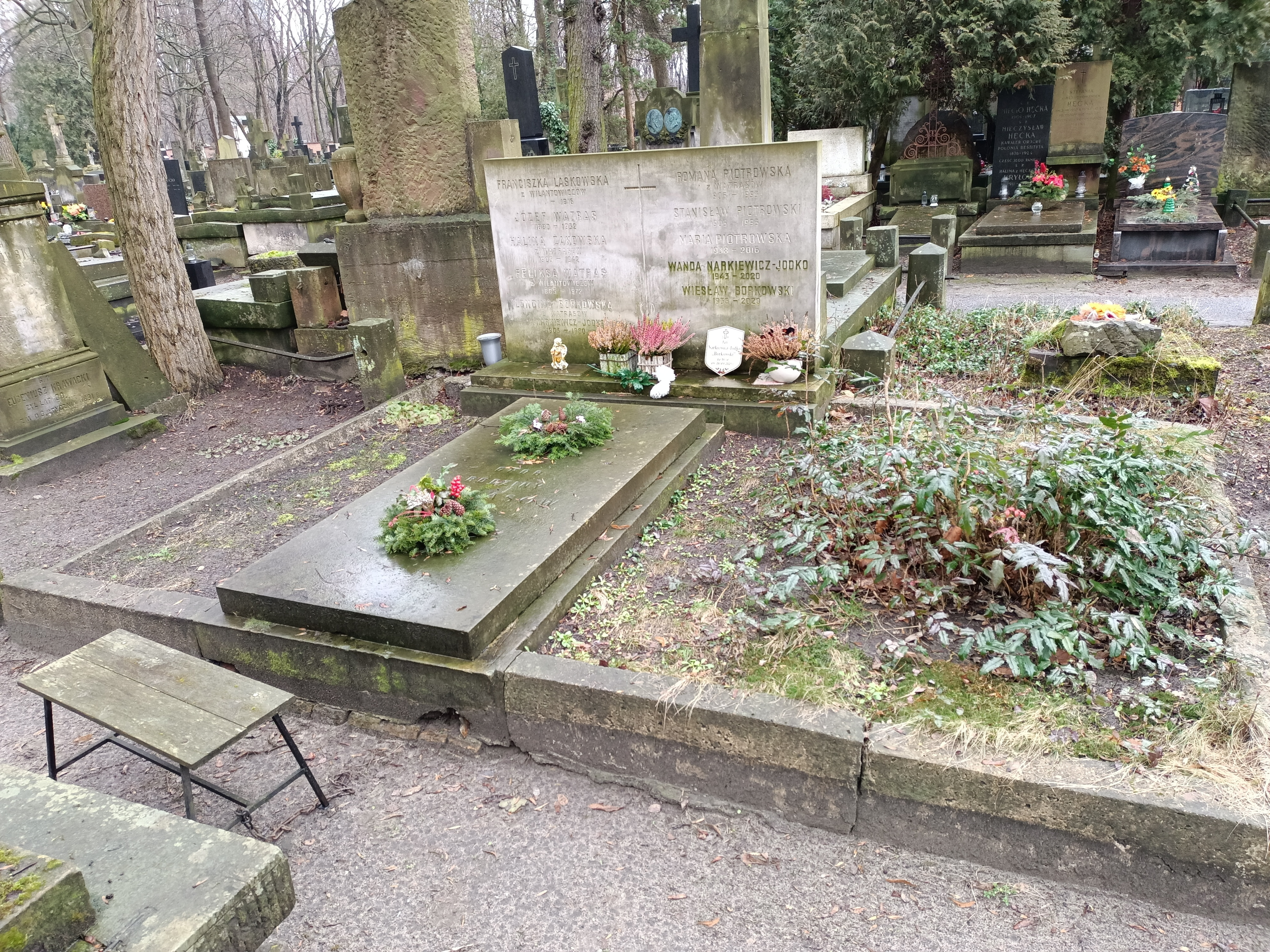
Grób Jana Narkiewicza-Jodko i jego żony Wandy Narkiewicz-Jodko na Cmentarzu Powązkowskim

Jan Borkowski, właśc. Jan Józef Narkiewicz-Jodko (ur. 23 października 1934 w Warszawie, zm. 26 sierpnia 2021 tamże) – polski dziennikarz muzyczny, producent nagrań i koncertów radiowych, wieloletni pracownik Polskiego Radia, w Trójce od 1970 roku.

## Życiorys
Był współtwórcą i następnie kierownikiem powstałego w 1957 Hot Clubu Hybrydy, należał do pomysłodawców Jazz Jamboree.
Od 1963 pracował w Polskim Radiu. W latach 1963–1970 prowadził w Programie I audycję Radiowe Studio Piosenki (z Agnieszką Osiecką i Wojciechem Młynarskim). Od 1970 pracował w Programie III, gdzie w latach 1970–2002 prowadził m.in. audycję Trzy kwadranse jazzu (i jej mutacje o różnej długości), a w 1999 kierował Redakcją Muzyczną. Z Programu III odszedł ostatecznie w 2014.
W 2006 został członkiem Akademii Muzycznej Trójki.
Był m.in. autorem albumów fotograficznych, antologii „Jazz w Polsce” oraz antologii piosenek z festiwali w Opolu. Należał do Polskiego Stowarzyszenia Jazzowego.
Był długoletnim przewodniczącym i współzałożycielem Fundacji „Okularnicy”, która zajmuje się opieką nad dorobkiem poetki Agnieszki Osieckiej, między innymi organizuje konkurs na interpretację jej piosenek „Pamiętajmy o Osieckiej”. Wraz z Agatą Passent redagował 14-tomowy Wielki śpiewnik Agnieszki Osieckiej.
W 1997 otrzymał Specjalnego Mateusza w ramach nagród muzycznych Programu III. W 2000 został odznaczony Krzyżem Oficerskim Orderu Odrodzenia Polski.
Od 1972 był mężem Wandy Orlańskiej, piosenkarki występującej w zespole Alibabki (zm. 2020). W dniu wykrycia u niej guza mózgu Jan cierpiący na chorobę neurologiczną doznał wypadku w mieszkaniu, co skończyło się unieruchomieniem lewego barku. Stres spowodowany stanem Wandy Borkowskiej spowodował, że znany dziennikarz przestał poruszać się samodzielnie i wymagał stałej opieki.